# 李商宇
李商宇（英語：Shangyu Li，1972年2月28日—），台灣小提琴家，音樂教育者，古典音樂推廣者。

## 生平
李商宇中小學及高中時期就讀于音樂實驗班，1990年通過甄試保送輔仁大學音樂系，主修小提琴，師事朱貴珠老師，並於1994年畢業。李商宇于1996年冬赴日本向鈴木共子教授進修，于1997年考入國家交響樂團，並隨團赴歐洲巡迴演出。他曾多次被聯合報、中國時報等媒體報導。
李商宇致力於古典小提琴演奏與音樂教育推廣，擅長室內樂及德奧樂派作品。曾任台北愛樂室內樂坊及音契合唱管弦樂團的小提琴手，並多次參與跨國合作演出，與馬友友、胡乃元、林昭亮等音樂家同台協奏。

## 演出經歷
- 1998年春：與胡乃元演出韋瓦第《四季》[6]
- 1999年冬：參與《三橘之戀》原聲帶錄製[6]
- 2001年：於國際扶輪社音樂會與林昭亮同台[6][8]
- 2002年：與馬友友於中華賓士系列音樂會演出[6][8]
- 2004年夏：於巴赫廳完成貝多芬十首小提琴奏鳴曲全集演出，獲《中央日報》專題報導：「演奏家李商宇於七月三十一日在台北巴赫廳，將全版十首貝多芬小提琴奏鳴曲，完整四個多小時一次呈現」[9]
- 2006年於國家音樂廳舉辦「狂飆俄羅斯」音樂會。[4]
- 2008年：於馬祖南竿、北竿舉辦「愛在七夕音樂會」[7]
- 2009年：於國家音樂廳參與《快樂寶貝起步奏》音樂會演出[10]
- 2010年：於林建生紀念圖書館演藝廳參與「野薑花男孩親子音樂會」[11]
- 2021年：參與黑膠會社策劃主題音樂會，與青年演奏者同台（於會社茶館）演出[12]

## 錄音作品及獨奏會
2009年，李商宇發行專輯《BEETHOVEN - VIOLIN SONATA》，由英倫經典國際有限公司製作出版，收錄其現場錄音的貝多芬小提琴奏鳴曲。
2024年12月31日，李商宇於國家兩廳院演奏廳舉辦《獨白：李商宇2024小提琴獨奏會》，演出巴哈無伴奏小提琴作品。

## 外部連結
- 李商宇演出紀錄部落格